# جائزة زي سيني لأغنية السنة حسب اختيار المشاهدين
تم إنشاء هذه الفئة من الجوائز سنة 2004 .

الأغاني التي حصلت على شرف أغنية السنة:
| السنة | مدير موسيقى                          | الأغنية             | الفيلم                              |
| ----- | ------------------------------------ | ------------------- | ----------------------------------- |
| 2004  | Shankar Ehsaan Loy                   | "Kal Ho Naa Ho"     | غدا قد يأتي وقد لا يأتي (فيلم هندي) |
| 2005  | بريتام                               | "Dhoom Machale"     | دووم                                |
| 2006  | Shankar Ehsaan Loy                   | "Kajra Re"          | Bunty Aur Babli                     |
| 2007  | فيشال بهاردساج                       | "Beedi Jalaile"     | Omkara                              |
| 2008  | بريتام                               | "Mauja Hi Mauja"    | عندما التقينا (فيلم هندي)           |
| 2009  | لا جوائز                             | لا جوائز            | لا جوائز                            |
| 2010  | لا جوائز                             | لا جوائز            | لا جوائز                            |
| 2011  | ساجد وواجد                           | "Munni Badnaam Hui" | Dabangg                             |
| 2012  | Vishal–Shekhar                       | "Chammak Challo"    | را.وان                              |
| 2013  | Vishal-Shekhar                       | "Radha"             | طالب السنة                          |
| 2014  | Jeet Ganguly، Mithoon و Ankit Tewari | "Tum Hi Ho"         | عاشقي 2                             |